# Želeč (okres Tábor)
Želeč (německy Scheletsch) je obec v okrese Tábor v Jihočeském kraji. Žije v ní přibližně 1 000 obyvatel.

## Historie
První písemná zmínka o obci je z roku 1397. Uprostřed návsi stával zámek, jehož historie sahala do 15. století.
V roce 1550 koupili želecké panství od Oldřicha Španovského z Lisova Rožmberkové, kteří zde rozšířili pivovar. Když roku 1565 Petr Vok z Rožmberka získal ves, nechal původní tvrz přestavět na renesanční zámek. Ten pak zakoupil Adam ze Šternberka roku 1596. Adam ale sídlil jinde a při prodeji zámku roku 1677 knížeti Ferdinandu z Lobkovic byl tento označován již jako pustý. Nový barokní zámek byl postaven v první polovině 18. století pod správou Michnů z Vacínova, rod Harrachů jej roku 1870 získal sňatkem.
O půlnoci z 21. na 22. prosince 1927 zámek zachvátil požár, který trval dva dny. Želečská kronika k této události uvádí: „Že byla té noci tma, nebyl požár viděn do sousedních obcí, tím také nikdo k požáru nepřijel. Šofér pana Maška musel jezdit po vůkolních obcích a hlásit požár v Želči. Než přijely sbory z Hlavatec, Obory, Maršova, Bezděčína a Plané, byla už věž i střecha shořená. Sbor náš se vynasnažoval všemožně, ale požár zdolat nemohl.“
Po válce byl v zámku umístěn internát středního zemědělského učiliště. Za socialismu a chvíli po revoluci patřil Strojní a traktorové stanici Soběslav. Opět postupně chátral a v roce 2015 byl zámek v dezolátním stavu zbořen. Na jeho místě se staví domov pro seniory.

## Přírodní poměry
Jihovýchodně od vesnice leží přírodní památka Kozlov.

## Obyvatelstvo
| Rok            | 1869 | 1880  | 1890  | 1900  | 1910  | 1921 | 1930 | 1950 | 1961 | 1970 | 1980 | 1991 | 2001 | 2011 | 2021 |
| -------------- | ---- | ----- | ----- | ----- | ----- | ---- | ---- | ---- | ---- | ---- | ---- | ---- | ---- | ---- | ---- |
| Počet obyvatel | 963  | 1 115 | 1 045 | 1 099 | 1 039 | 983  | 935  | 760  | 773  | 686  | 690  | 716  | 778  | 908  | 954  |
| Počet domů     | 127  | 147   | 151   | 153   | 158   | 162  | 177  | 176  | 180  | 173  | 175  | 239  | 254  | 282  | 319  |

## Obecní správa

### Části obce
Obec Želeč sestává ze dvou částí a to obce Želeč a Bezděčín.
Leží uprostřed okresu Tábor, obklopeny lesy a rybníky.
- Želeč
- Bezděčín

V letech 1850–1889 k obci patřilo i Třebiště, od 1. ledna 1975 do 31. prosince 1991 Dudov a Skrýchov u Malšic a od 1. ledna 1976 do 23. listopadu 1990 také Ústrašice.

### Obecní symboly
Znak a vlajka byly obci uděleny rozhodnutím předsedkyně Poslanecké sněmovny Parlamentu České republiky dne 12. dubna 2013.

## Skládka odpadů
Nedaleko obce se od roku 1996 nachází skládka odpadů firmy Rumpold s.r.o. Praha, na kterou je ročně ukládáno asi 40 tisíc tun odpadů převážně z území okresu Tábor.
Předpokládaná životnost skládky je do roku 2028.

## Pamětihodnosti
- Novorománská kaple se nachází v udržovaném parčíku na návsi.
- Poblíž kaple se vpravo nalézá kamenný pomník padlým v první světové válce a obětem nacizmu.
- Vlevo před vchodem do kaple je umístěný zdobný kříž na kamenném podstavci.
- V okolí kaple a před budovou základní školy se nachází dřevořezby.

## Osobnosti
- Josef Jirous (1873-?), starosta Želče a rolník. Dědeček básníka Ivana Martina Jirouse.[15][16]
- Josef Langmiler (1923–2006), herec
- Ladislav Říha (1916–1942), palubní střelec a navigátor 311. československé bombardovací perutě RAF.[17][18]

## Galerie

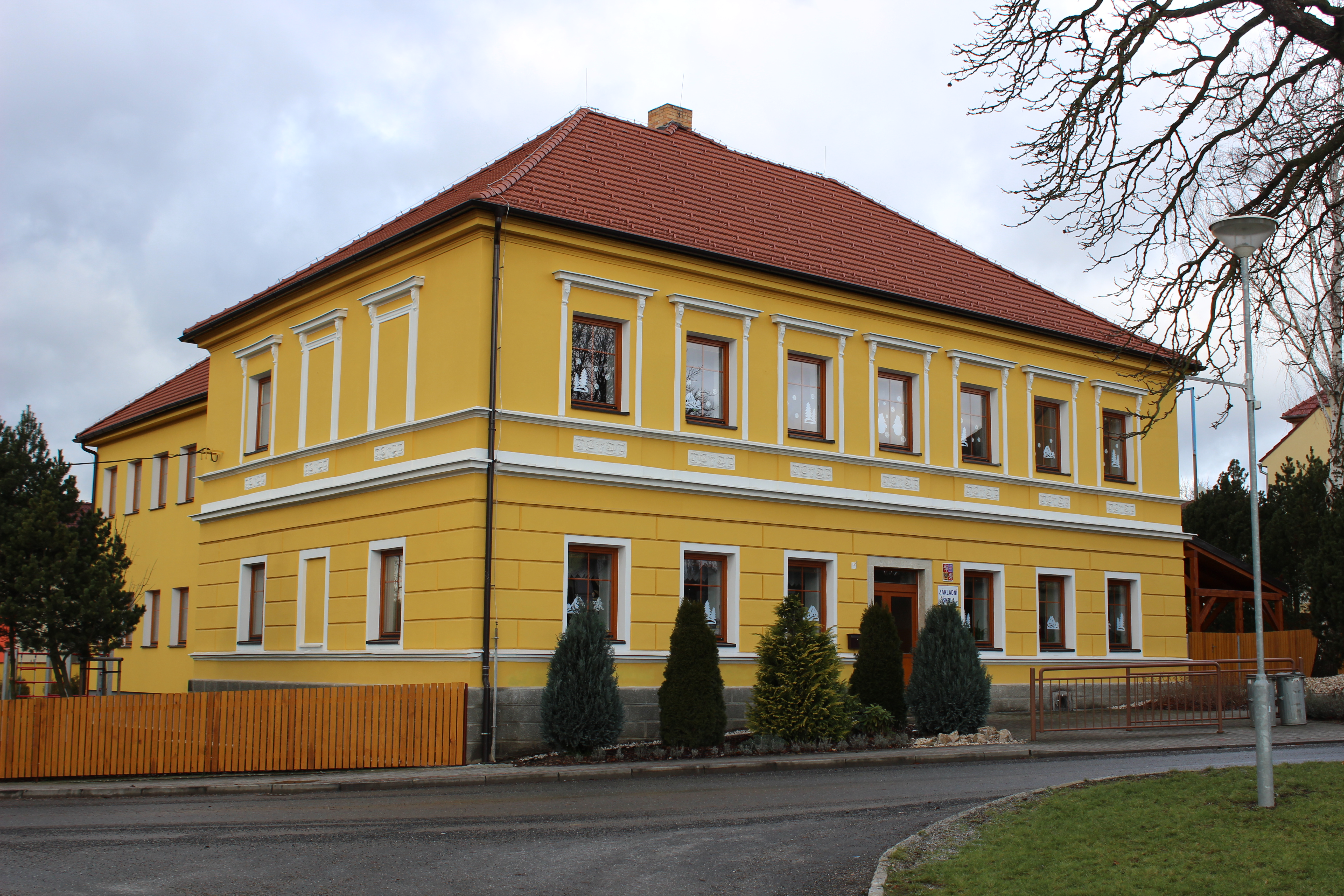
Budova školy
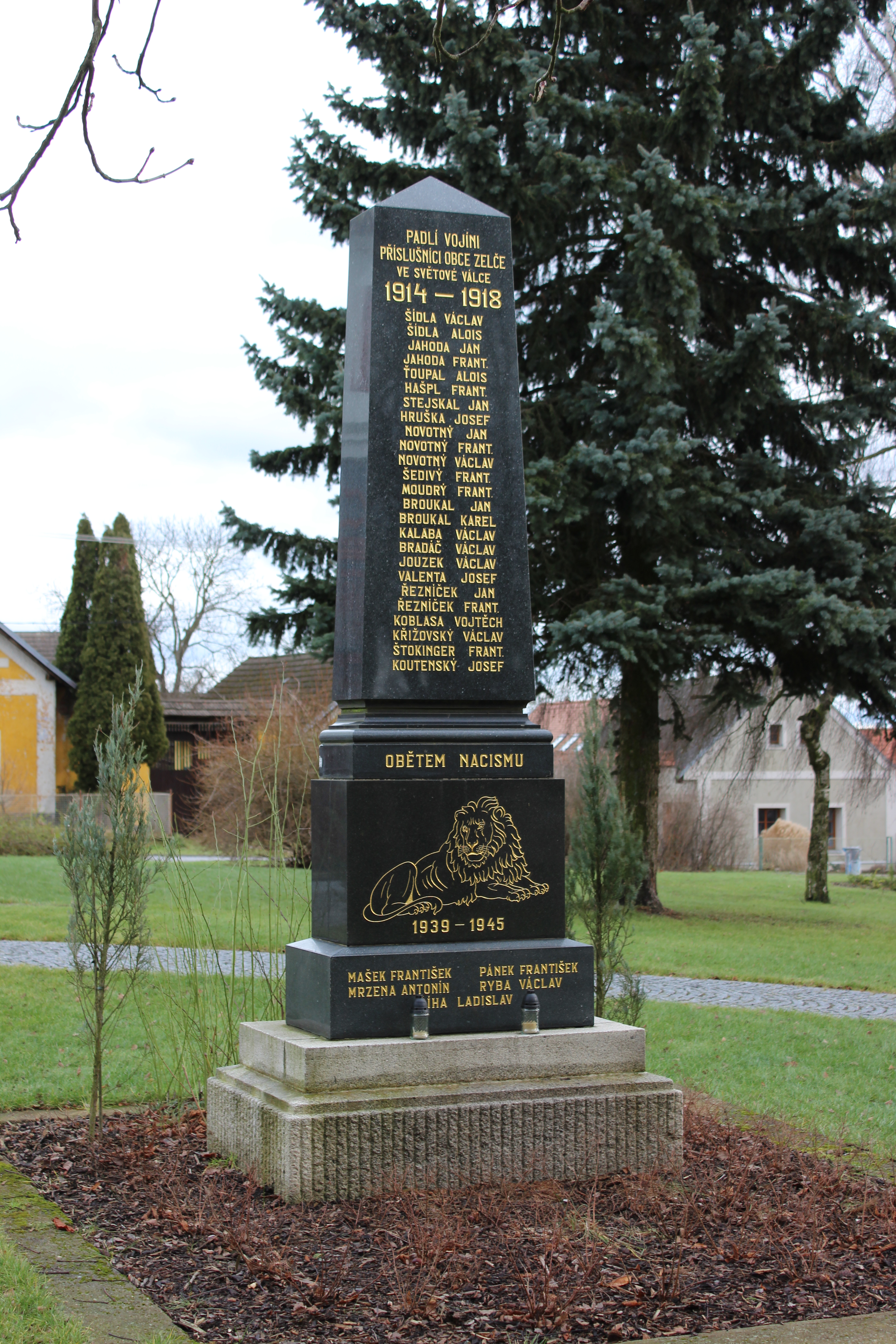
Pomník padlým poblíž kaple
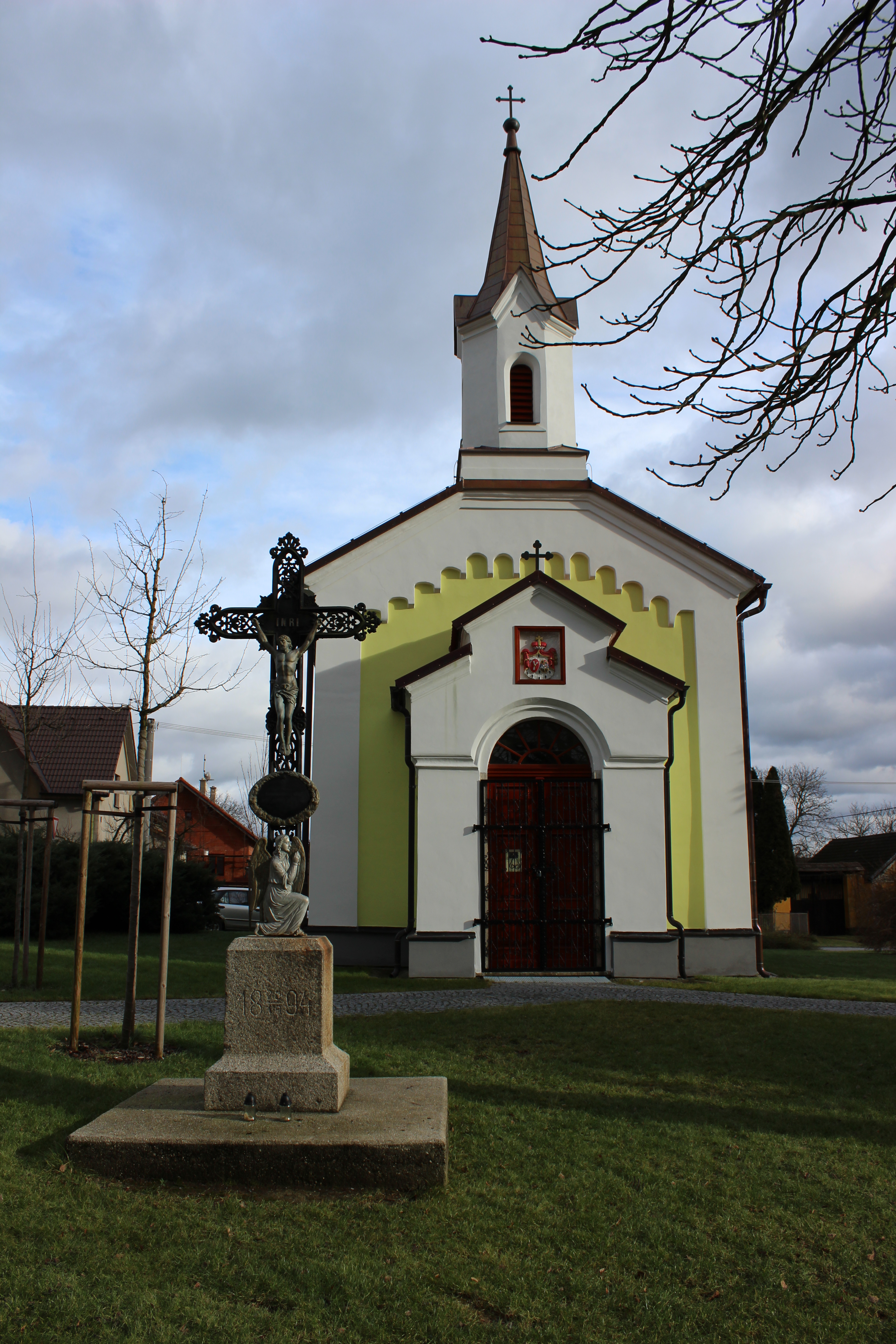
Kříž u kaple